# Liste des hauts-commissaires du Royaume-Uni à la Jamaïque
Le Haut-Commissaire du Royaume-Uni à la Jamaïque est le représentant diplomatique du Royaume-Uni à la Jamaïque.
Depuis 2005, le haut-commissaire britannique à la Jamaïque est également le représentant non-résident aux Bahamas.

## Liste
- 1962–1965: Alexander Morley [1]
- 1965–1970: Dalton Murray [1]
- 1970–1973: Noel Larmour [1]
- 1973–1976: John Hennings [1]
- 1976–1981: John Drinkall [1]
- 1982–1984: Barry Smallman [1]
- 1984–1987: Martin Reid [1]
- 1987–1989: Alan Payne  [1]
- 1989–1995: Derek Milton [1]
- 1995–1999: Richard Thomas [1]
- 1999–2002: Antony Smith [1]
- 2002–2005: Peter Mathers [1]
- 2005–2009: Jeremy Cresswell [1]
- 2009–2013: Howard Drake [2]
- 2013–présent: David Fitton [3]